# Fay-en-Montagne
Pour les articles homonymes, voir Fay.
Fay-en-Montagne est une commune française située dans le département du Jura, dans la région culturelle et historique de Franche-Comté et la région administrative Bourgogne-Franche-Comté.

## Géographie

### Climat
Pour des articles plus généraux, voir Climat de la Bourgogne-Franche-Comté et Climat du département du Jura.
En 2010, le climat de la commune est de type climat de montagne, selon une étude du Centre national de la recherche scientifique s'appuyant sur une série de données couvrant la période 1971-2000. En 2020, Météo-France publie une typologie des climats de la France métropolitaine dans laquelle la commune est exposée à un climat semi-continental et est dans la région climatique  Jura, caractérisée par une forte pluviométrie en toutes saisons (1 000 à 1 500 mm/an), des hivers rigoureux et un ensoleillement médiocre. 
Pour la période 1971-2000, la température annuelle moyenne est de 9,1 °C, avec une amplitude thermique annuelle de 16,6 °C. Le cumul annuel moyen de précipitations est de 1 512 mm, avec 13,3 jours de précipitations en janvier et 9,8 jours en juillet. Pour la période 1991-2020, la température moyenne annuelle observée sur la station météorologique de Météo-France la plus proche, « Le Fied_sapc », sur la commune du Fied à 2 km à vol d'oiseau, est de 9,8 °C et le cumul annuel moyen de précipitations est de 1 434,5 mm. 
La température maximale relevée sur cette station est de 37,3 °C, atteinte le 19 juillet 2022 ; la température minimale est de −28,4 °C, atteinte le 20 décembre 2009,,. 
Les paramètres climatiques de la commune ont été estimés pour le milieu du siècle (2041-2070) selon différents scénarios d'émission de gaz à effet de serre à partir des nouvelles projections climatiques de référence DRIAS-2020. Ils sont consultables sur un site dédié publié par Météo-France en novembre 2022.

## Urbanisme

### Typologie
Au 1er janvier 2024, Fay-en-Montagne est catégorisée commune rurale à habitat dispersé, selon la nouvelle grille communale de densité à sept niveaux définie par l'Insee en 2022.
Elle est située hors unité urbaine et hors attraction des villes,.

### Occupation des sols
L'occupation des sols de la commune, telle qu'elle ressort de la base de données européenne d’occupation biophysique des sols Corine Land Cover (CLC), est marquée par l'importance des territoires agricoles (90,3 % en 2018), en diminution par rapport à 1990 (93,9 %). La répartition détaillée en 2018 est la suivante : 
terres arables (34 %), zones agricoles hétérogènes (30,6 %), prairies (25,7 %), zones urbanisées (4,1 %), milieux à végétation arbustive et/ou herbacée (4 %), forêts (1,5 %). L'évolution de l’occupation des sols de la commune et de ses infrastructures peut être observée sur les différentes représentations cartographiques du territoire : la carte de Cassini (XVIIIe siècle), la carte d'état-major (1820-1866) et les cartes ou photos aériennes de l'IGN pour la période actuelle (1950 à aujourd'hui).

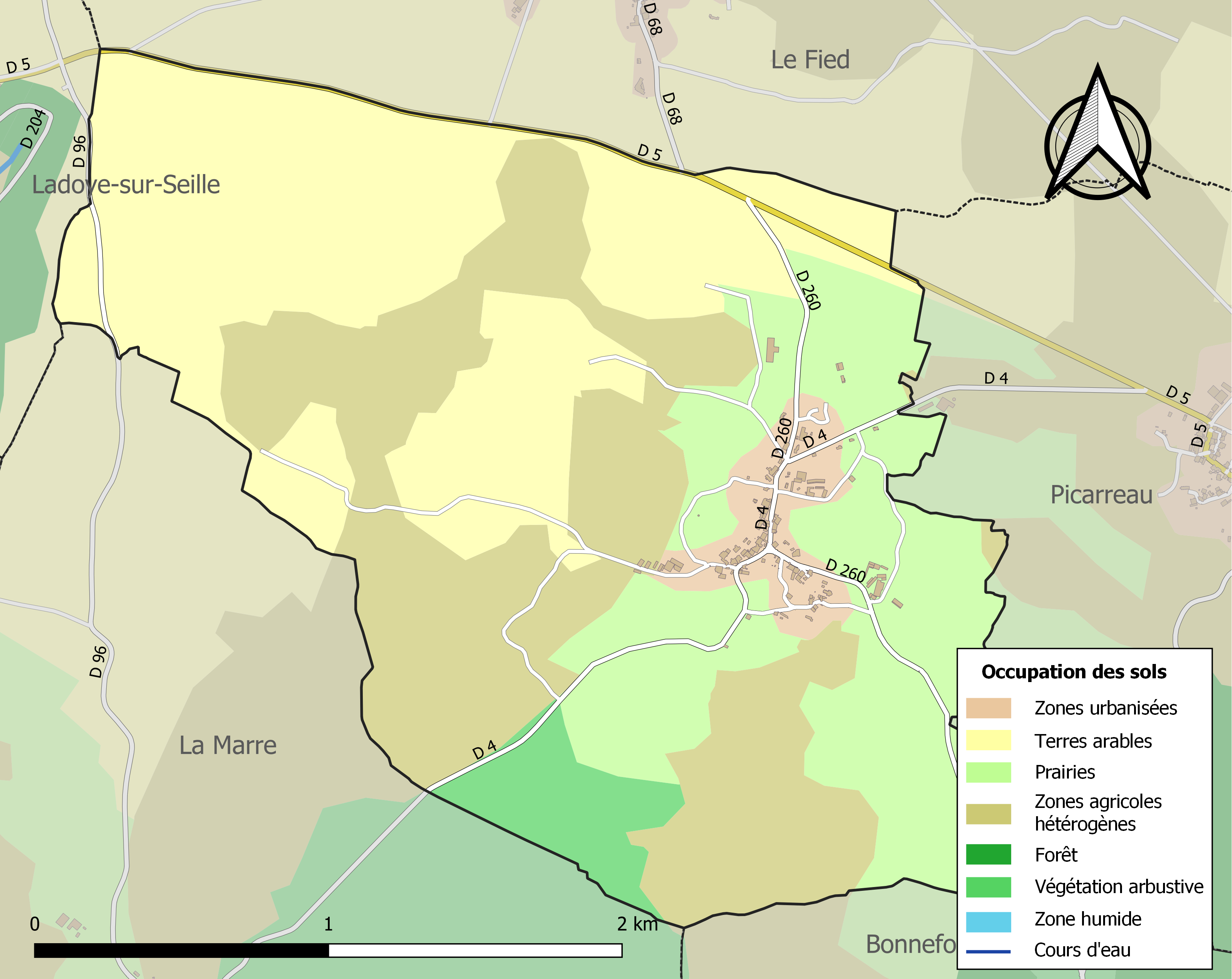
Carte des infrastructures et de l'occupation des sols de la commune en 2018 (CLC).

## Toponymie
L'origine du nom de Faye vient du latin fagea qui signifie hêtraie.

## Histoire
Au Moyen Âge, elle dépendait de la seigneurie de Mirebel.

## Politique et administration
| Période    | Période  | Identité              | Étiquette | Qualité     |
| ---------- | -------- | --------------------- | --------- | ----------- |
| avant 1981 | 1983     | Charles Bailly-Maitre |           |             |
| avant 1988 | ?        | François Bard         |           |             |
| mars 2001  | 2020     | Jean-Marie Bailly     | SE        | Agriculteur |
| 2020       | En cours | Laurent Perrard       |           |             |

## Démographie
L'évolution du nombre d'habitants est connue à travers les recensements de la population effectués dans la commune depuis 1793. Pour les communes de moins de 10 000 habitants, une enquête de recensement portant sur toute la population est réalisée tous les cinq ans, les populations de référence des années intermédiaires étant quant à elles estimées par interpolation ou extrapolation. Pour la commune, le premier recensement exhaustif entrant dans le cadre du nouveau dispositif a été réalisé en 2007.

En 2022, la commune comptait 87 habitants, en évolution de +1,16 % par rapport à 2016 (Jura : −0,81 %, France hors Mayotte : +2,11 %).
| 1793 | 1800 | 1806 | 1821 | 1831 | 1836 | 1841 | 1846 | 1851 |
| ---- | ---- | ---- | ---- | ---- | ---- | ---- | ---- | ---- |
| 226  | 200  | 257  | 266  | 247  | 271  | 253  | 270  | 259  |

| 1856 | 1861 | 1866 | 1872 | 1876 | 1881 | 1886 | 1891 | 1896 |
| ---- | ---- | ---- | ---- | ---- | ---- | ---- | ---- | ---- |
| 258  | 265  | 277  | 255  | 226  | 212  | 222  | 209  | 193  |

| 1901 | 1906 | 1911 | 1921 | 1926 | 1931 | 1936 | 1946 | 1954 |
| ---- | ---- | ---- | ---- | ---- | ---- | ---- | ---- | ---- |
| 185  | 162  | 164  | 145  | 135  | 133  | 127  | 131  | 108  |

| 1962 | 1968 | 1975 | 1982 | 1990 | 1999 | 2006 | 2007 | 2012 |
| ---- | ---- | ---- | ---- | ---- | ---- | ---- | ---- | ---- |
| 119  | 114  | 90   | 85   | 76   | 83   | 75   | 74   | 82   |

| 2017 | 2022 | - | - | - | - | - | - | - |
| ---- | ---- | - | - | - | - | - | - | - |
| 85   | 87   | - | - | - | - | - | - | - |

## Culture locale et patrimoine

### Lieux et monuments

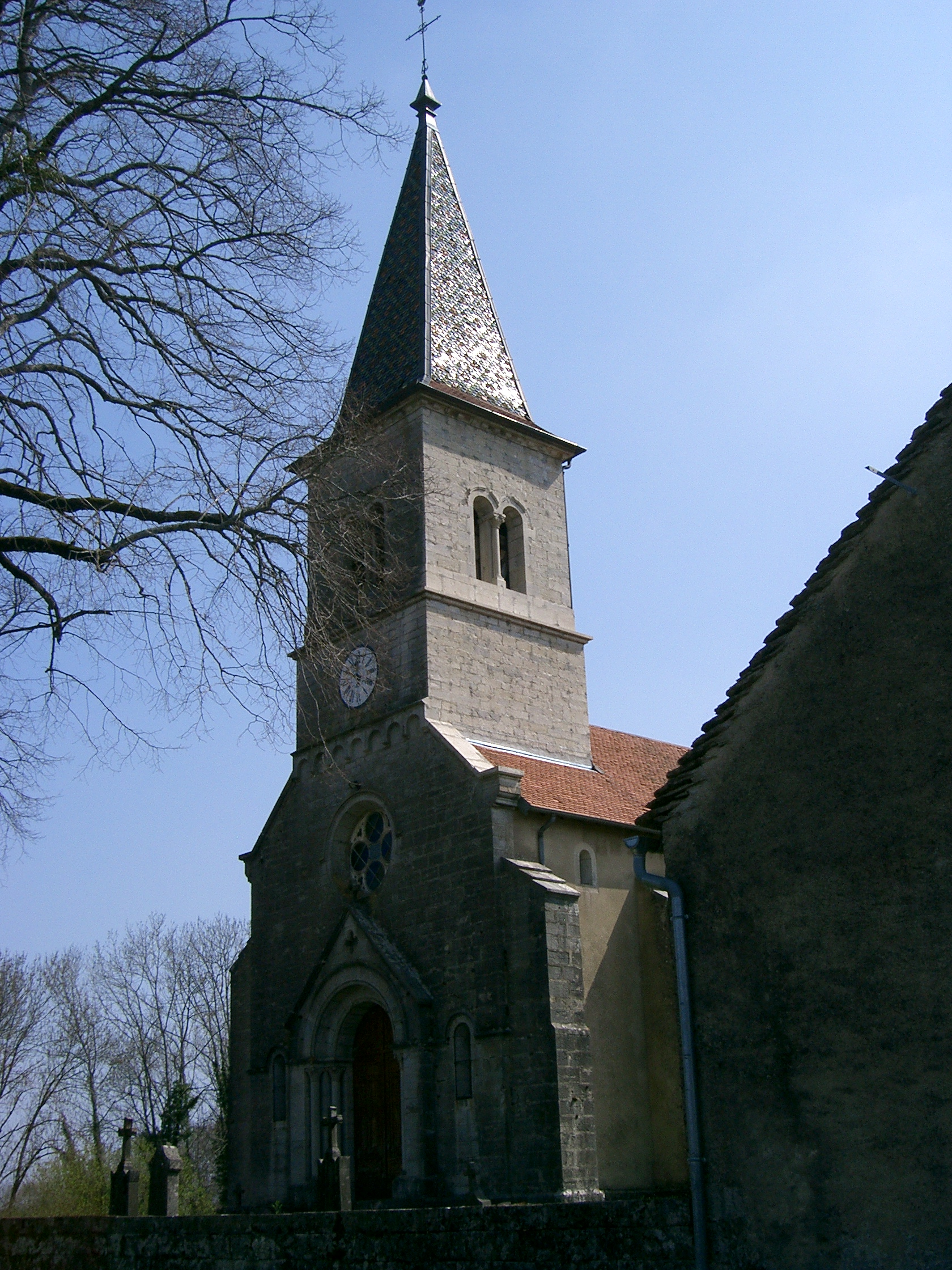
Façade de l'église de Fay-en-Montagne.

Église dédiée à saint Ferréol et saint Ferjeux, reconstruite vers 1860 et rénovée en 1970 puis en  2020 (toiture du clocher).

### Personnalités liées à la commune
C'est à Fay-en-Montagne, en 1958,  que le peintre Jean Vuillemey forma Guy Breniaux à l'art de l'esquisse et de la peinture. Tous deux résidant dans le village, ils passent bon nombre d'années à exercer leur art dans les environs, jusqu'au départ de Jean pour Lons-le-Saunier dans les années soixante.

### Héraldique
| Blason de Fay-en-Montagne | Blason  | Coupé : au 1er d'azur semé de billettes d'or, à un rencontre de vache du même, au 2d parti au I de gueules à trois meules de fromage (comté) d'or, au II d'or à un fayard (hêtre) de sinople sur un mont du même. DeviseFay ne t'y frotte |
| Blason de Fay-en-Montagne | Détails | Le premier est aux armes de la Franche-Comté où le lion a été remplacé par un rencontre de bœuf afin d'évoquer l'activité du village centrée sur l'élevage bovin. Les trois meules rappellent la fabrication du comté au sein de la fruitière du village. Le fayard sur un mont est une allusion au nom de la commune. Adopté le 14 avril 1995. |